# WQXR-FM

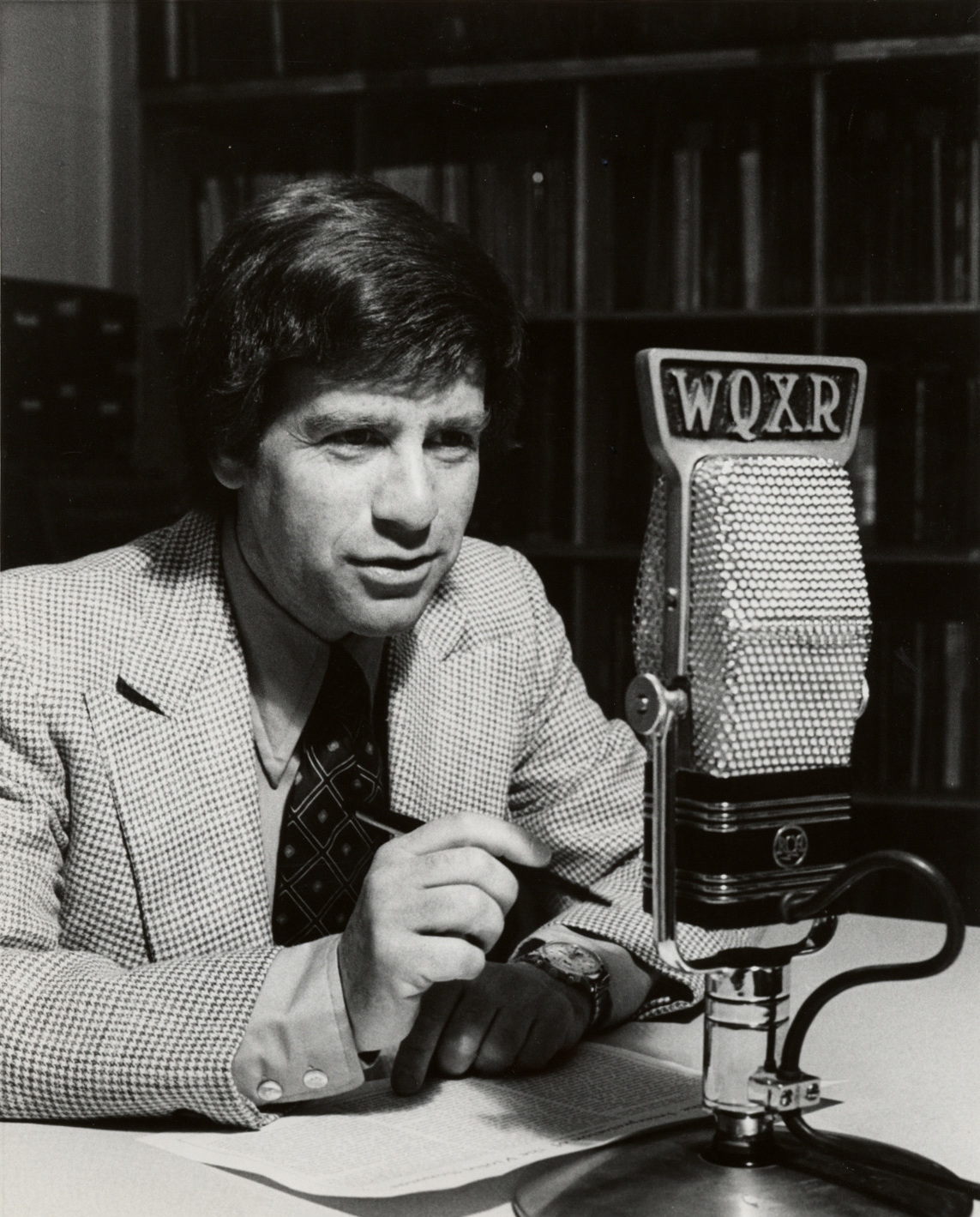
Robert Sherman (critique musical) avec un microphone de WQXR New York.

WQXR-FM (105.9 FM) est une station de radio américaine basée à Newark, dans le New Jersey, et couvrant la région de la ville de New York. La programmation de WQXR-FM est essentiellement consacrée à la musique classique.
WQXR-FM appartient depuis le 14 juillet 2009 à New York Public Radio, organisation à but non lucratif qui gère la station publique new-yorkaise WNYC et les quatre stations du réseau New Jersey Public Radio. Avant cette date, WQXR a été la propriété de The New York Times Company, propriétaire du New York Times, et d'Univision Radio (en),.